# Schübelbach
Schübelbach és un municipi del cantó de Schwyz, situat al districte de March.